# Kowale (powiat kartuski)
Kowale (dodatkowa nazwa w j. kaszub. Kòwôle) – wieś w Polsce położona w województwie pomorskim, w powiecie kartuskim, w gminie Sierakowice.
W latach 1975–1998 miejscowość administracyjnie należała do województwa gdańskiego.
Przed 2023 r. miejscowość była miejscowością podstawową typu osada.

## Z kart historii
W wieku XIX opisano Kowale jako wieś włościańską w powiecie gdańskim, położoną przy  trakcie bitym  kościerako-gdańskim, w odległości 1 mili od Gdańska. Wieś posiadała  1840 mórg obszaru. Mieszkańców wyznania rzymskokatolickiego 135, ewangelickiego 152. Gburów  było 7, zagrodników 1. Parafia własna św. Wojciecha, szkoła w Bąkowie, poczta Gdańsk. Kowale jako terytorium Gdańska występują w źródłach od 1454 roku, w wojnach i oblężeniach często niszczone, W roku 1772, kiedy to Prusy zajęły  niektóre majątki Gdańska, oddzielone od terytorium miasta tworząc oddzielną miejscowość.
Od końca I wojny światowej wieś ponownie znajdowała się w granicach Polski (powiat kartuski). Do 1 września 1939 roku była polską miejscowością graniczną.